# Casa cu sfinți din Brașov
„Casa cu sfinți” este un monument istoric aflat pe teritoriul municipiului Brașov.